# RAF Bovingdon

i7
i11
i13
Die Royal Air Force Station Bovingdon, kurz RAF Bovingdon (teilweise auch als Hemel Hempstead bezeichnet), ist ein früherer Militärflugplatz und heute nicht mehr fliegerisch genutzter Standort der britischen Royal Air Force nahe dem Ort Bovingdon und vier Kilometer südwestlich der Stadt Hemel Hempstead in der Grafschaft Hertfordshire, England.

## Bau und Kriegszeit
Im Jahr 1942 wurde Bovingdon als Bomberflugplatz für die Royal Air Force eröffnet. Die Hauptlandebahn 02/20 war 1496 Meter lang, die beiden weiteren Bahnen (09/27 und 16/34) jeweils 1312 Meter. Nach nur knapp zwei Monaten der Nutzung im Juni und Juli 1942 übergab die Royal Air Force den Flugplatz im August 1942 an die United States Army Air Forces (USAAF).
Neben Trainings- und Umschulungsflügen setzte die Eighth Air Force der USAAF von Bovingdon aus auch Bomber der Typen Boeing B-17 und Martin B-26 ein.

## Nachkriegsgeschichte
Im April 1947 zog sich die USAAF vom Flugplatz zurück und übergab Bovingdon wieder an die Royal Air Force, die noch im selben Jahr wiederum die Kontrolle darüber an das Ministerium für Zivilluftfahrt übergab. Auch aufgrund der günstigen Lage, nur 30 Kilometer nordwestlich von London, nutzten mehrere Fluggesellschaften den Flugplatz für Wartung (wie British Overseas Airways Corporation (BOAC) und British European Airways (BEA)) oder auch als Basis ihres Betriebs, wie beispielsweise von British Eagle International Airlines von 1948 bis 1952.
Auch andere Fluggesellschaften wie Air Charter (ab 1947) wurden dort gegründet oder verlegten ihren Sitz nach Bovingdon wie Air Contractors (1948 bis 1949), Air Freight (1947 bis 1953), British American Air Services (ab 1947), British Nederland Air Services (ab 1948), Lancashire Aircraft Corporation (ab 1947), Skyways (ab 1952), Trans World Charter (Mai 1948 bis Dezember 1951) und World Air Freight (1948 bis April 1950).
Auch als Frachtflughafen wurde Bovingdon populär, z. B. bei Air Transport Charter aus Jersey, die Gemüse aus Italien und Frankreich für den Bedarf in London einflog sowie Blue-line Airways und die französische Transports Aériens Intercontinentaux (TAI). Ab Januar 1949 wurde durch die Compagnie Air Transport ein täglicher Flug von Caen nach Bovingdon durchgeführt, bei dem im Auftrag der französischen Camembert-Export-Vereinigung mit Frachtern des Typs Bristol 170 jeweils rund fünf Tonnen dieses Käses transportiert wurden. Dieser Betrieb wurde scherzhaft als „Camembert-Luftbrücke“ bezeichnet.
Hunting-Clan Air Transport betrieb einen Liniendienst nach Newcastle upon Tyne sowie militärische Charterflüge nach Westafrika und nutzte Bovingdon noch bis 1954 als Wartungsbasis.
Von 1951 bis 1962 nutzte auch die inzwischen umbenannte United States Air Force (USAF) den Flugplatz, auch als Transitpunkt für Flüge in die USA. Die Royal Air Force stationierte in den 1960er Jahren verschiedene Typen von Verbindungsflugzeugen in Bovingdon.
Für den Film Das tödliche Dreieck aus dem Filmjahr 1970 (Originaltitel Hanover Street) wurden von Peter Hyams in Bovingdon Nachtszenen gedreht.

## Schließung
Im Jahr 1972 wurde der Flugplatz durch das Verteidigungsministerium geschlossen. Allerdings fanden auch danach noch zeitweise Aktivitäten mit Leichtflugzeugen statt.

## Zwischenfälle
- Am 18. April 1946 verunglückte eine Douglas DC-3/C-47A-DK der United States Army Air Forces (USAAF) (Luftfahrzeugkennzeichen 42-92056) beim Start vom Militärflugplatz Bovingdon. Mindestens einer der Insassen kam ums Leben. Nähere Einzelheiten sind nicht bekannt.[7]

- Am 13. Mai 1948 überrollte eine vom Flughafen Paris-Le Bourget kommende Handley Page Halifax C.VIII der Transports Aériens Intercontinentaux (TAI) (F-BCJX) das Landebahnende am Militärflugplatz Bovingdon und blieb schließlich im Flughafenzaun hängen. Die dreiköpfige Besatzung blieb unverletzt. Das auf die Gesellschaft Société Aero Cargo registrierte Flugzeug wurde irreparabel beschädigt.[8][9]

- Am 20. Mai 1948 wurde eine Douglas DC-3/C-47A-30-DK der britischen Air Transport Charter (G-AJBG) auf einem Frachtflug mit Früchten vom französischen Valence zum Flugplatz Bovingdon in den Boden geflogen. Im Anflug unter einer niedrigen Wolkendecke streifte das Flugzeug Bäume und stürzte ab. Bei diesem CFIT (Controlled flight into terrain) wurden drei der vier Besatzungsmitglieder getötet.[10]

- Am 26. Oktober 1951 kam eine Avro Tudor 5 der Fluggesellschaft William Dempster (G-AKCC) bei der Landung auf dem Flugplatz Bovingdon von der Landebahn ab und erst außerhalb des Flugplatzes zum Liegen. Das Flugzeug wurde zerstört, keiner der sieben Insassen kam ums Leben.[11][12]

- Am 6. Januar 1954 verlor eine Vickers Valetta T.3 der Royal Air Force (WJ474) vier Minuten nach dem Start vom Flugplatz Bovingdon (Hemel Hempstead) während eines Schneesturms an Höhe und kollidierte mit einem Baum. Von den 17 Insassen kamen 16 ums Leben, alle 4 Besatzungsmitglieder und 12 der Passagiere.[13][14]